# Henrik Marklund
Henrik Marklund, född 25 juni 1994 i Skellefteå, är en svensk professionell ishockeyspelare (forward). Hans moderklubb är SK Lejon.